# Předseda vlády Malty
Předseda vlády Malty (maltsky: Prim Ministru ta' Malta) je hlavou vlády Malty. Jde o hlavního držitele výkonné moci a klíčovou figuru maltského politického systému. Maltský předseda vlády vždy musí být zároveň poslancem parlamentu. Je jmenován prezidentem a musí získat důvěru parlamentu. Úřad byl vytvořen v roce 1921, když britská koloniální moc Maltě udělila autonomii. Nicméně roku 1934 byl zrušen a Malta se znovu ocitla pod přímou koloniální správou. Obnoven byl roku 1947, avšak v letech 1958 až 1962, při opětovné suspendaci ústavy, znovu neexistoval. V roce 1962 byl obnoven a od reformy ústavy z roku 1964 existuje v de facto nezměněné podobě. Kdykoli je předseda vlády mimo Maltu, může prezident pověřit výkonem funkce kteréhokoli člena kabinetu. Obvykle jde o místopředsedu vlády. Úřad předsedy vlády sídlí od roku 1972 v paláci Auberge de Castille ve Vallettě. Villa Francia, která se nachází ve vesnici Lija, je oficiální rezidencí předsedy vlády, zatímco palác Girgenti, který se nachází v Siġġiewi, je letní rezidencí.